# Monfortinho e Salvaterra do Extremo
Monfortinho e Salvaterra do Extremo (llamada oficialmente União das Freguesias de Monfortinho e Salvaterra do Extremo) es una freguesia portuguesa del municipio de Idanha-a-Nova, distrito de Castelo Branco.

## Historia
Fue creada el 28 de enero de 2013 en aplicación de una resolución de la Asamblea de la República de Portugal promulgada el 16 de enero de 2013 con la unión de las freguesias de Monfortinho y Salvaterra do Extremo, pasando su sede a estar situada en la antigua freguesia de Monfortinho.

## Demografía
| Gráfica de evolución demográfica de Monfortinho e Salvaterra do Extremo entre 2011 y 2021 |
|                                                                                           |
| Datos según el nomenclátor publicado por el INE portugués.                                |